# 드림싱어즈
드림싱어즈는 대한민국의 음악 그룹이다. 2010년 《드림싱어즈 디지털 싱글》로 데뷔했다.

## 방송
- 제26회 CBS 크리스천 뮤직 페스티벌 (2015) - 금상

## 음반
- 드림싱어즈 디지털 싱글 (2010)
- 제26회 CBS 크리스천뮤직페스티벌 (2016)